# Ca la Coixa
Ca la Coixa és una casa de la Torre de Fontaubella (Priorat) inclosa a l'Inventari del Patrimoni Arquitectònic de Catalunya.

## Descripció
Edifici de planta rectangular, bastit de maçoneria i obra arrebossades i pintades i cobert per teulada a dues vessants, de planta baixa, pis i golfes. A la façana s'obren tres portes i una finestra, quatre balcons amb barana de fosa al pis i 8 finestres a les golfes. Es tracta d'una construcció de bona qualitat formal i que, amb prou feines ha sofert cap tipus de modificació.

## Història
Bastit sobre un edifici preexistent, la casa era propietat d'una família rica, que tenia negocis naviliers. Més endavant, per problemes familiars, fou venuda a una pagesos rics del poble.